# Philippe Douste-Blazy
Philippe Douste-Blazy, född 1 januari 1953 i Lourdes, Hautes-Pyrénées, är en fransk politiker och tidigare utrikesminister.
Douste-Blazy var ledamot av Europaparlamentet och medlem i Europeiska folkpartiet 1989–1993 och därefter ledamot i Frankrikes nationalförsamling undantaget de år han ingått i regeringen. Han var kulturminister 1995–1997, hälso- och familjeminister 2004–2005 och utrikesminister 2005–2007. Han är medlem i högerpartiet Union pour un Mouvement Populaire (UMP) och var dess generalsekreterare 2002–2004. År 2008 utnämndes han av Förenta nationernas generalsekreterare Ban Ki-moon till särskild rådgivare i fattigdom- och utvecklingsfrågor och med titeln undergeneralsekreterare.
Under perioden då Douste-Blazy var ledamot av Europaparlamentet var han av utskottet för miljö, folkhälsa och konsumentskydd, Europaparlamentets ledamöter i den gemensamma församlingen för konventionen mellan stater i Afrika, Västindien och Stilla havet och Europeiska ekonomiska gemenskapen (AVS-EEG) och Europaparlamentets ledamöter i den gemensamma församlingen för konventionen mellan stater i AVS och EEG (AVS-EEG). Dessutom var han suppleant för utskottet för regionalpolitik och regional planering, delegationen för förbindelserna med länderna i Sydamerika och utskottet för regionalpolitik, regional planering och förbindelser med regionala och lokala myndigheter.
Douste-Blazy är född i Lourdes där han också varit borgmästare och har tidigare arbetat som kardiolog.